# Petar Kočić
Petar Kočić (srbskou cyrilicí Петар Кочић, 29. června 1877 Stričići, Bosna a Hercegovina — 27. srpna 1916 Bělehrad, Srbsko) byl bosenskohercegovský básník, spisovatel a politik srbského původu.

## Život
Kočić pocházel z regionu Banja Luky, nejprve se učil v klášteře, později pokračoval ve středoškolském studiu v Sarajevu. Musel však ve třetím ročníku odejít, a to do Bělehradu, kde svoji školu dokončil. Ve Vídni se pak věnoval filozofii. Roku 1904 se Kočić vrátil do Srbska a krátkou dobu působil jako učitel ve Skopji, která tehdy byla součástí osmanské říše. Po necelých dvou letech přesídlil do Sarajeva, kde byl činovníkem nakladatelství Prosveta, ale po nedlouhé době byl propuštěn, neboť se účastnil stávky dělníků. Následně se uchýlil do Banja Luky. Poté, co byla Bosna a Hercegovina roku 1908 anektována Rakousko-Uherskem, Kočić založil noviny Otadžbina (Vlast) a začal iniciovat politickou skupinu, která hlásala boj jak okupačnímu Rakousku-Uhersku, tak i všem pozůstatkům feudálního světa, které ještě v Bosně přežívaly a moderní doba je začala jen velmi pomalu vytlačovat.
Jako národní a sociální revolucionář získal Kočić poměrně velkou popularitu. A to nejen mezi širokou srbskou veřejností tehdejší Bosny a Hercegoviny, ale také i mezi radikální prosrbsky či jihoslovansky orientovanou mládeží. Ve volbách do zemského sněmu Bosny a Hercegoviny, které se konaly roku 1910, byl zvolen poslancem sarajevského Saboru. Jeho protirakouské postoje byly zdrojem častých ústrků ze strany vládnoucích úřadů, které nezřídka končily soudním stíháním nebo peněžitými pokutami. Před první světovou válkou byl Kočić poslán do Bělehradu na léčení. Tam v nemocnici pro duševně choré také zemřel.

## Díla
- Seznam děl v Souborném katalogu ČR, jejichž autorem nebo tématem je Petar Kočić

Kočić napsal tři sbírky povídek, kterými jsou S planine i ispod planine (Z hor a podhůří), Jauci sa Zmijanja (Sténání ze Zmijanje) a dvě politicko-sociální satiry: Jazevac pred sudom (Jezevec před soudem) a Sudanija (Souzení). V současné době je Petar Kočić vyobrazen na bosenskohercegovské stomarkové bankovce, kterou vydává Republika srbská.